# Monastère de Namasija
Le monastère de Namasija (en serbe cyrillique : Манастир Намасија ; en serbe latin : Manastir Namasija) est un monastère orthodoxe serbe situé à Zabrega, dans le district de Pomoravlje et dans la municipalité de Paraćin en Serbie. Il est inscrit sur la liste des monuments culturels de grande importance de la République de Serbie (identifiant no SK 273).

## Présentation

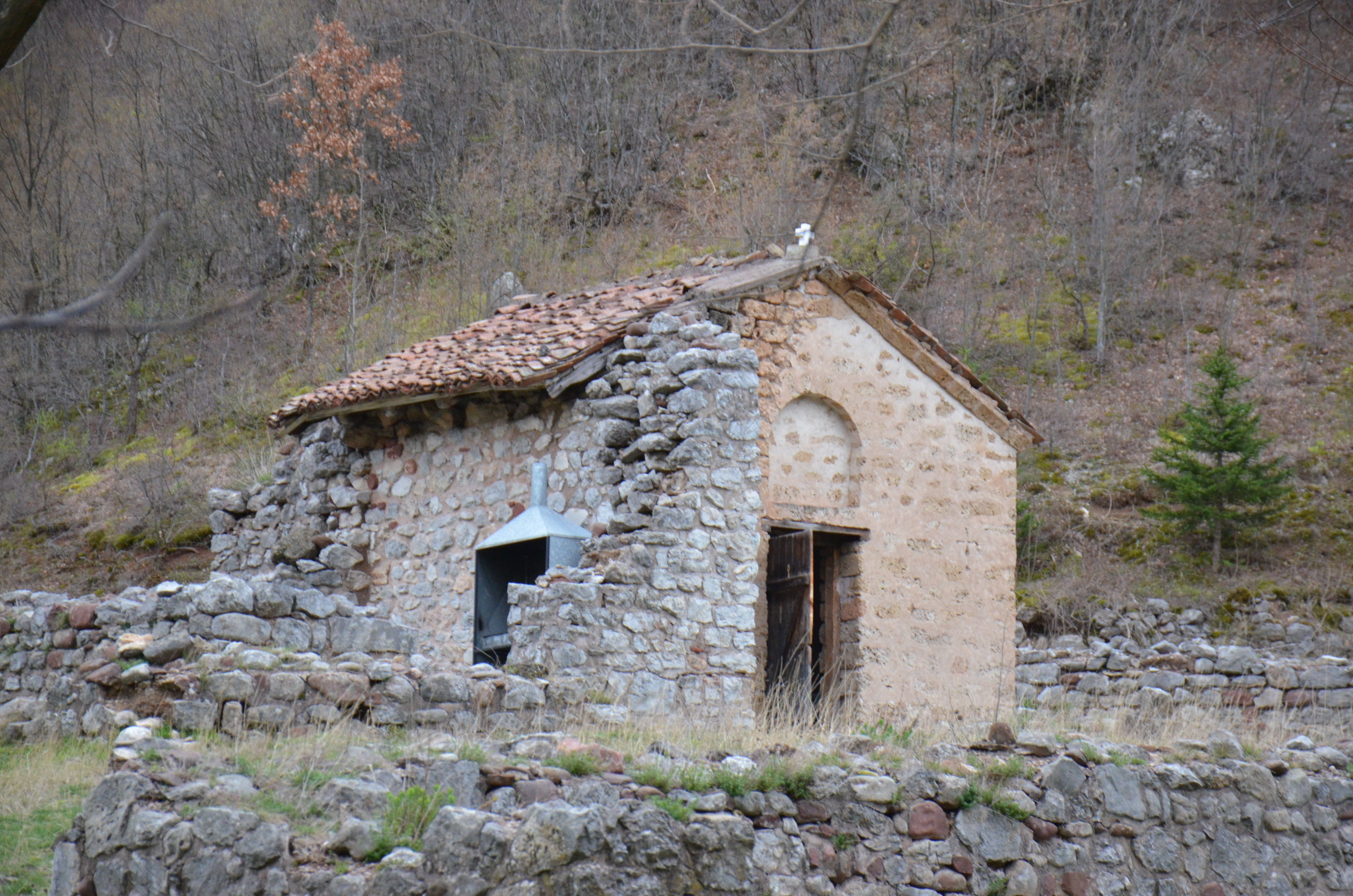
Vue de l'église.

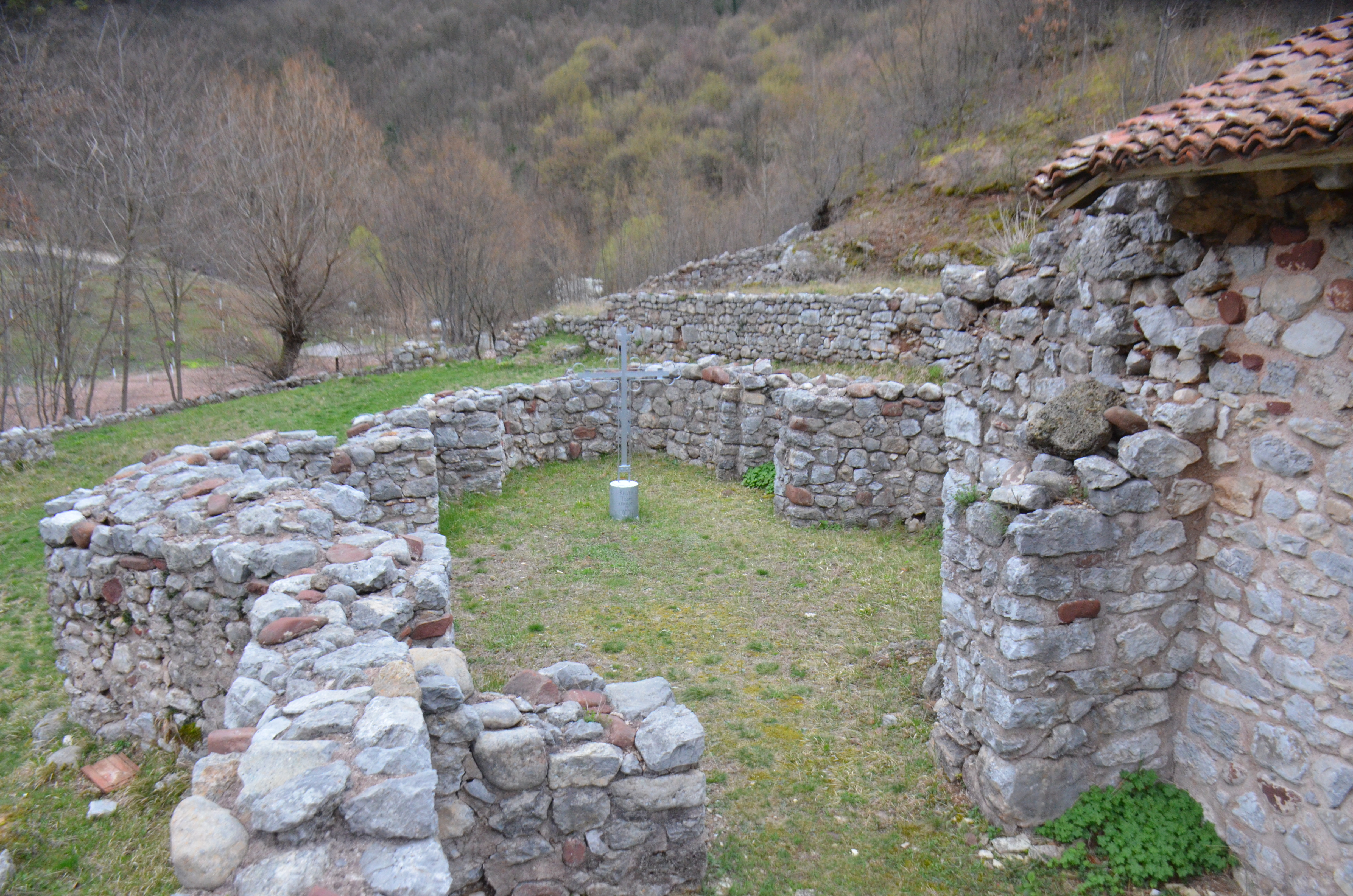
Vue de la partie ruinée de l'église.

Le monastère se trouve dans la partie supérieure des gorges de la Crnica, à environ 1,5 km au nord-est du village de Zabrega. Construit à la fin du XIVe siècle, il a été abandonné à la fin du XVIIe siècle.
L'église, dédiée à saint Nicolas, s'inscrit dans un plan tréflé avec un narthex rectangulaire. Elle est caractéristique des premières églises de l'école moravienne, dont les fondateurs étaient des moines. Avec le narthex, l'église mesure 13,40 m de long sur 7,60 m de large ; l'épaisseur des murs est de 0,80 m et ce qui en est conservé s'élève à une hauteur de 1 m. Ces murs étaient construits en pierres concassées avec du mortier de chaux et le toit était recouvert de tuiles. Dans la partie basse de la paraklis sont conservées quelques fragments de fresques, dont une frise avec des palmettes peintes en blanc sur fond rouge. Dans l'abside subsiste une figure de saint.

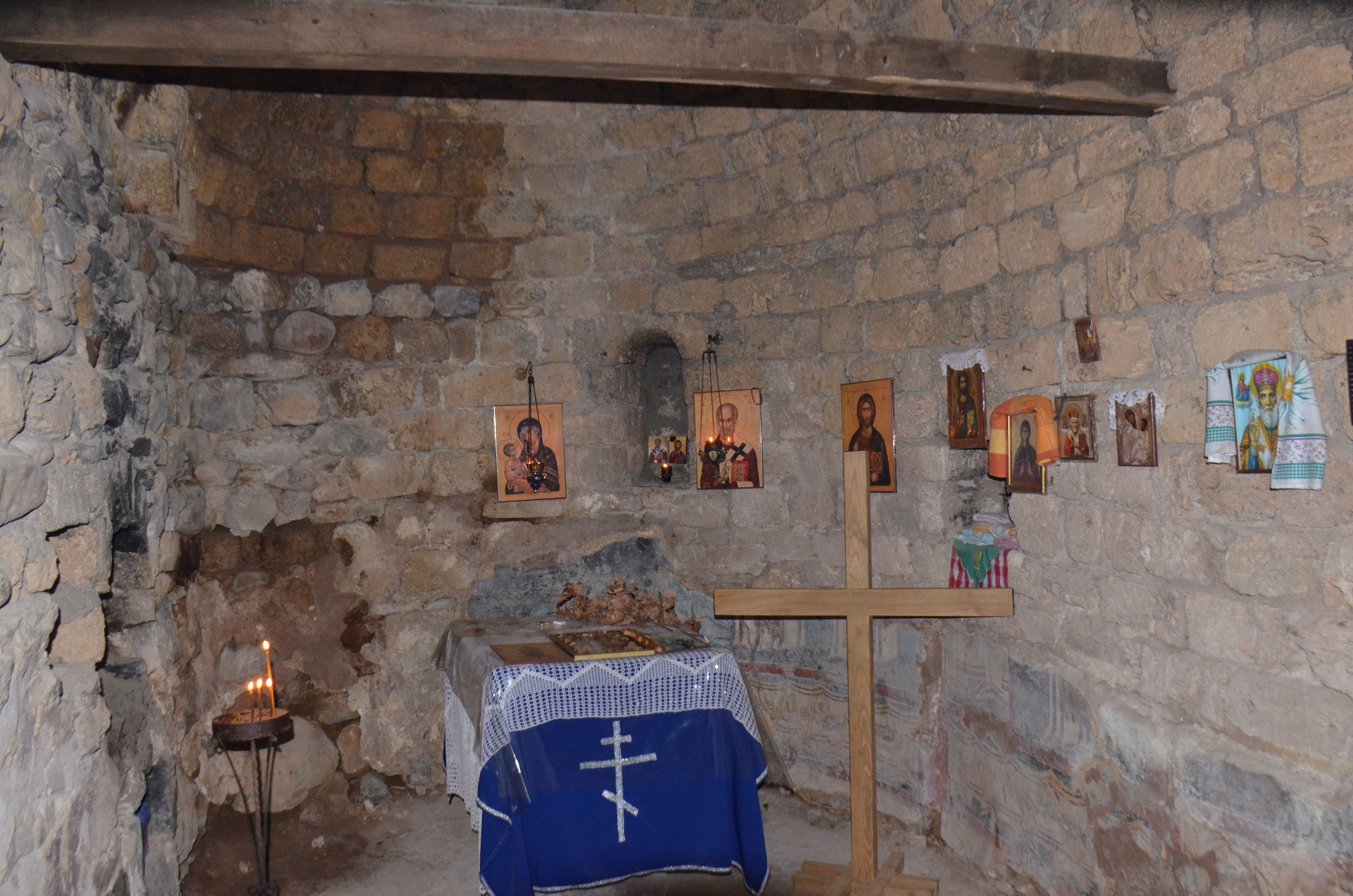
L'intérieur de l'église.
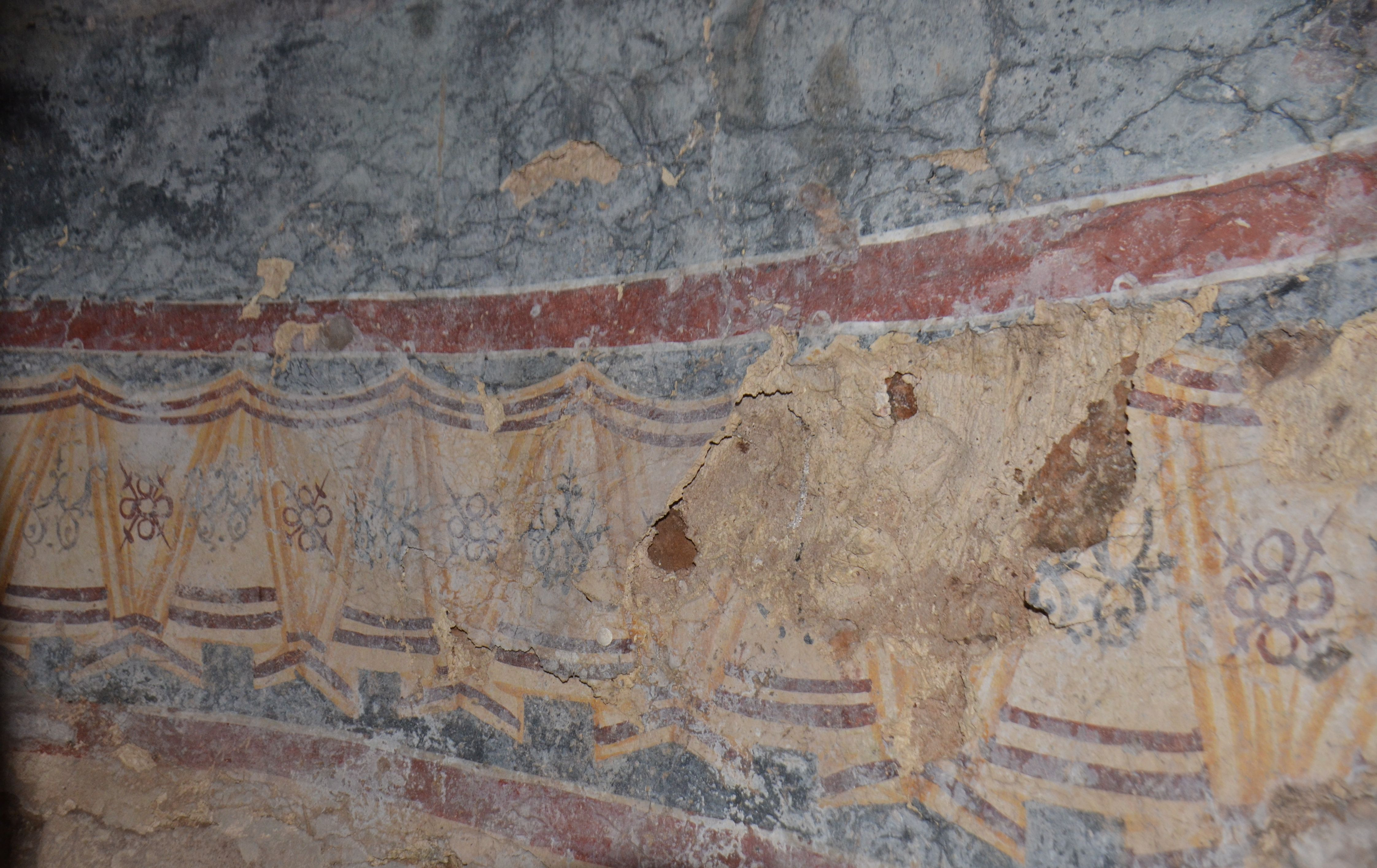
Vestiges de fresques.

L'église monastique peut être datée du XVe siècle et la chapelle a été peinte au XVIe siècle. De 1972 à 1979, des fouilles et des travaux de restauration ont été réalisés sur le site.